# Hans Söhnker

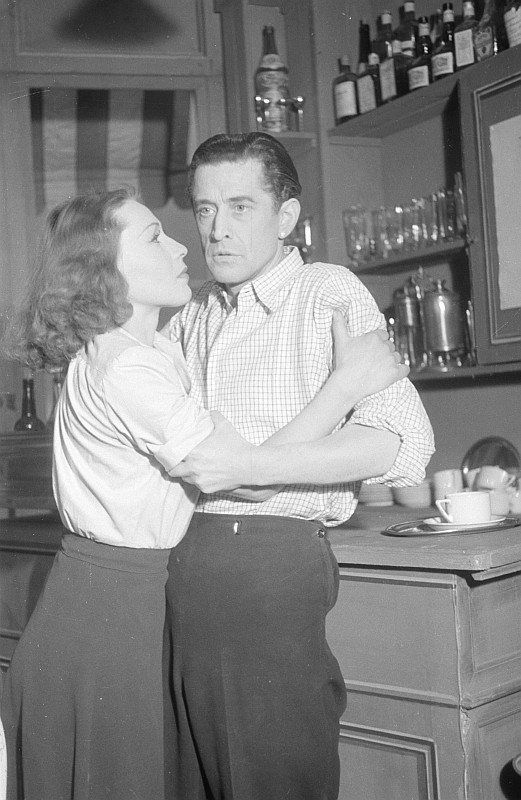
Hans Söhnker mit Gerti Soltau (1946)

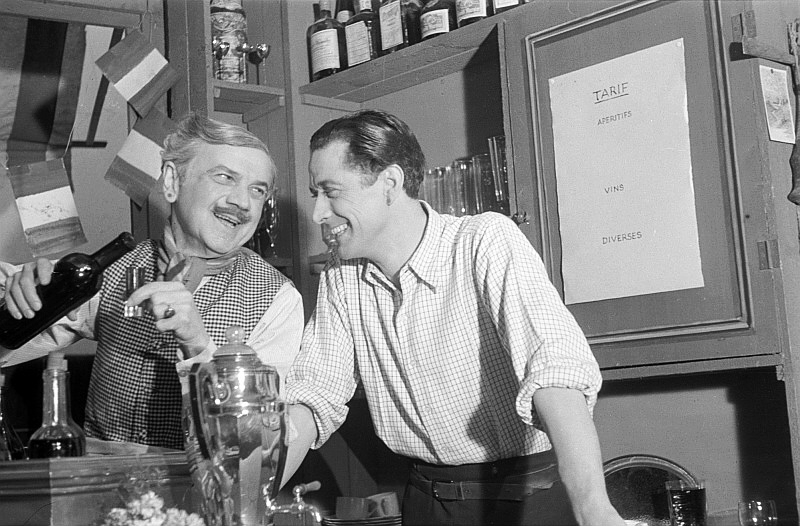
Hans Söhnker (rechts) in Zum goldenen Anker von Marcel Pagnol, Schlossparktheater Berlin (1946) – mit Hans Leibelt (links)

Hans Albert Edmund Söhnker (* 11. Oktober 1903 in Kiel; † 20. April 1981 in Berlin) war ein deutscher Schauspieler.

## Leben
Hans Söhnker war der Sohn des gelernten Werfttischlers und späteren Buchhändlers Adolph Edmund Söhnker (1865–1939) und dessen Ehefrau Maria Magdalene, geb. Stölting (1869–1967); er hatte vier ältere Schwestern und einen jüngeren Bruder. Er besuchte in Kiel die Mittelschule und die Höhere Handelsschule, entwickelte aber schon früh eine Neigung zum Theater. Er nahm Schauspielunterricht bei Clemens Schubert und erhielt 1922 sein erstes Engagement am Theater Kiel. Seine erste größere Rolle war die des Hermann Kasimir in Frank Wedekinds Marquis von Keith. Zum Ensemble gehörte der später als „Barrikadentauber“ bekannt gewordene Ernst Busch, dem er bis ins hohe Alter verbunden blieb. Söhnker wechselte 1924 nach Frankfurt (Oder) und 1925 nach Danzig, wo er in musikalischen Lustspielen mitwirkte. Er nahm Unterricht in Gesang, um sich als Operetten-Tenor ausbilden zu lassen – was 1929 beinahe an einer Knotenbildung an den Stimmbändern scheiterte.
Nach der erfolgreichen Heilung, die ihn allerdings mehrere Monate am Singen gehindert hatte, folgten Auftritte in Baden-Baden, Danzig, Chemnitz und Bremen. Schließlich wurde Söhnker 1933 von Viktor Janson für den Film Der Zarewitsch und damit für die Ufa entdeckt. Söhnker spielte unter anderem in den Filmen Jede Frau hat ein Geheimnis (1934), Der Mustergatte (1937), Frau nach Maß (1940), Ein Mann mit Grundsätzen (1943), Der Engel mit dem Saitenspiel (1944) und Große Freiheit Nr. 7 (1944).
Während der Zeit des Dritten Reiches verbarg Söhnker in Kooperation mit anderen Filmleuten in seinem Wochenendhaus am Wünsdorfer See immer wieder Juden vor den Nationalsozialisten, wodurch er selbst mehrfach auf die schwarze Liste der Gestapo geriet. 2018 wurde ihm dafür postum die Auszeichnung Gerechter unter den Völkern zuteil, die seine Großnichte, die Schauspielerin Anneke Kim Sarnau, entgegennahm. Anderseits wirkte Söhnker auch in einigen Propagandafilmen wie Blutsbrüderschaft mit. Söhnker stand 1944 in der Gottbegnadeten-Liste des Reichsministeriums für Volksaufklärung und Propaganda.
Der viel jüngere Hardy Krüger bekräftigte wiederholt, Söhnker sei 1943 „der wichtigste Mensch“ in seinem Leben geworden, „weil der den Mut besaß, einem Adolf-Hitler-Schüler zu sagen, dass sein Halbgott ein Verbrecher ist. Und dass der Krieg verloren ist“. Krüger hatte in dem Nazi-Propaganda-Film Junge Adler mitspielen dürfen; in der Halle nebenan in Potsdam-Babelsberg habe er Söhnker und Hans Albers bei den Dreharbeiten zu Große Freiheit Nr. 7 gesehen. Söhnker sei dann „ein bisschen“ sein „Ersatzvater“ geworden. Hans Söhnker schreibt dagegen in seiner Autobiographie, dass er Hardy Krüger 1951 kennengelernt habe.
Nach dem Zweiten Weltkrieg gehörte Söhnker zu den Schauspielern der ersten Stunde, die mit Boleslaw Barlog das Theaterleben in Berlin am Schlossparktheater wieder aufnahmen. Mit der erfolgreichen, später von ihm als einer seiner Lieblingsfilme bezeichneten Nachkriegsproduktion Film ohne Titel setzte Söhnker an der Seite von Hildegard Knef und Willy Fritsch 1948 auch seine Filmkarriere fort. Außerdem spielte er in Hallo Fräulein! (1949), Weiße Schatten (1951), Die Stärkere (1953), Hoheit lassen bitten (1954), Worüber man nicht spricht (1958), Sherlock Holmes und das Halsband des Todes (1962) sowie in weiteren Filmen. Anders als in der ersten Hälfte seiner Filmkarriere, als er stets den eleganten Charmeur gab, spielte er nach dem Krieg häufig Figuren, in deren Gesicht die schicksalhaften Erfahrungen abzulesen waren.
Von den frühen 1960er Jahren an trat Söhnker in zahlreichen Fernsehproduktionen auf. Sehr erfolgreich waren die Serien Der Forellenhof (1965), in der der Schauspieler als Hotelbesitzer zu sehen war, und Salto Mortale (1969–1971), wo er als Zirkusdirektor auftrat. Mit der 13-teiligen Familienserie Meine Schwiegersöhne und ich (1968) hatte er großen Erfolg. Die Sendereihe Es muß nicht immer Schlager sein (1967), die im ARD-Abendprogramm ausgestrahlt wurde, kam bei den Zuschauern sehr gut an und fand ein positives Presseecho. Söhnker besetzte das Rollenfach des charmanten Grandseigneurs und zählte zu den populärsten Fernsehstars der 1960er und 1970er Jahre.
Neben seiner Tätigkeit als Schauspieler kam der charmante Plauderer Söhnker als Conférencier und Moderator zum Einsatz. In seinen Filmen gab man Söhnker zudem oft Gelegenheit zum Singen, und viele seiner in den Filmproduktionen vorgetragenen Lieder (aber auch viele andere Titel) erschienen auf Schallplatte.
Im Jahr 1968 wurde Söhnker zum Staatsschauspieler ernannt. 1973 wurde er mit dem Bundesverdienstkreuz und 1977 mit dem Filmband in Gold für sein Lebenswerk ausgezeichnet. Seine Memoiren veröffentlichte er 1974 unter dem Titel … und kein Tag zuviel.
Söhnker heiratete 1929 die Schauspielerin Charlotte Berlow (* 28. Mai 1898 in Wilhelmshaven; † 1960) und 1959 in zweiter Ehe Ingeborg Knoche-Lücken.
Hans Söhnker starb 1981 im Alter von 77 Jahren in Berlin-Grunewald. Seine Urne wurde seinem Wunsch gemäß in der Ostsee vor Travemünde beigesetzt.
In seiner Geburtsstadt Kiel gibt es seit 1982 das Hans-Söhnker-Eck.
Ab 1936 lag Söhnkers Lebens- und Arbeitsmittelpunkt in den Berliner Bezirken Zehlendorf bzw. Steglitz und so erinnern seit Oktober 2021 in den Ortsteilen Dahlem der Hans-Söhnker-Platz und in Steglitz das Hans-Söhnker-Haus an den Schauspieler.

## Filmografie
- 1933: Der Zarewitsch
- 1933: Schwarzwaldmädel
- 1934: Die Czardasfürstin
- 1934: Annette im Paradies
- 1934: Die große Chance
- 1934: Ich sing mich in Dein Herz hinein
- 1934: Jede Frau hat ein Geheimnis
- 1935: Herbstmanöver
- 1935: Liebesträume
- 1935: Der junge Graf
- 1935: Eva
- 1935: Sie und die Drei
- 1936: Flitterwochen
- 1936: Die Drei um Christine
- 1936: Wo die Lerche singt
- 1936: Faithful
- 1936: Diener lassen bitten
- 1936: Truxa
- 1936: Die Geliebte von Paris (unvollendet)[15]
- 1937: Patricia Gets Her Man
- 1937: Der Mustergatte
- 1937: Musik für dich
- 1937: Die Fledermaus
- 1937: Und du mein Schatz fährst mit
- 1937: Der Unwiderstehliche
- 1938: Der Tag nach der Scheidung
- 1938: Die Frau am Scheidewege
- 1938: Geld fällt vom Himmel
- 1938: Die 4 Gesellen
- 1939: Männer müssen so sein
- 1939: Gold in New Frisco
- 1939: Irrtum des Herzens
- 1939: Brand im Ozean
- 1939: Nanette
- 1940: Frau nach Maß
- 1940: Blutsbrüderschaft
- 1941: Auf Wiedersehn, Franziska
- 1941: Der Strom
- 1941/43: Nacht ohne Abschied
- 1942: Meine Frau Teresa
- 1942: Fronttheater (Cameo-Auftritt)
- 1943: Liebespremiere
- 1943: Ein Mann mit Grundsätzen?
- 1944: Große Freiheit Nr. 7
- 1944: Der Engel mit dem Saitenspiel
- 1944: Tierarzt Dr. Vlimmen
- 1947: Film ohne Titel
- 1949: Hallo Fräulein!
- 1949: 1 x 1 der Ehe
- 1950: Geliebter Lügner
- 1950: Nur eine Nacht
- 1950: Der Fall Rabanser
- 1951: Schatten über Neapel
- 1951: Weiße Schatten
- 1951: Mein Freund, der Dieb
- 1952: Königin der Arena
- 1953: Das singende Hotel
- 1953: Die Stärkere
- 1953: Muß man sich gleich scheiden lassen?
- 1953: Ein Leben für Do
- 1954: Männer im gefährlichen Alter
- 1954: Hoheit lassen bitten
- 1954: Ihre große Prüfung
- 1955: Oberarzt Dr. Solm
- 1955: Eine Frau genügt nicht?
- 1955: Vor Gott und den Menschen
- 1955: Ferien in Tirol
- 1956: Studentin Helene Willfüer
- 1956: Wenn wir alle Engel wären
- 1956: Geliebte Corinna
- 1957: Wie schön, daß es dich gibt
- 1957: Die Freundin meines Mannes
- 1957: Immer wenn der Tag beginnt
- 1958: Worüber man nicht spricht
- 1958: Die singenden Engel von Tirol
- 1959: Serenade einer großen Liebe, alias Der Sänger von Capri
- 1959: Jacqueline
- 1960: Einer von Sieben (Fernsehfilm)
- 1960: Die erste Mrs. Selby (Fernsehfilm)
- 1960: Schachnovelle
- 1960: Die Fastnachtsbeichte
- 1960: Immer will ich dir gehören
- 1960: Wegen Verführung Minderjähriger
- 1961: Fast ein Poet (Fernsehfilm)
- 1961: Das Schweigen (Fernsehfilm)
- 1961: Unser Haus in Kamerun
- 1962: Der längste Tag
- 1962: Dulcinea
- 1962: Sherlock Holmes und das Halsband des Todes (als Professor Moriarty)
- 1963: Maria Stuart (Fernsehfilm)
- 1963: Star ist heut’ der Gassenhauer (Fernsehfilm)
- 1963: Rückblende 1963 (Fernsehfilm)
- 1964: Das Phantom von Soho
- 1964: Die fünfte Kolonne – Treffpunkt Wien
- 1964: Sechs Stunden Angst (Fernsehfilm)
- 1964: Jetzt dreht die Welt sich nur um dich
- 1965: Olivia (Fernsehfilm)
- 1965–1966: Der Forellenhof (Fernsehserie 8 Folgen)
- 1966: Im Jahre Neun (Fernsehfilm)
- 1967: Es muß nicht immer Schlager sein (Musikalische Fernsehreihe)
- 1968: Alle unsere Spiele (Fernsehfilm)
- 1968: Der Hund von Blackwood Castle
- 1969: Kellerassel (Fernsehfilm)
- 1969: Hauptsache Minister (Fernsehfilm)
- 1969–1972: Salto Mortale (Fernsehserie 16 Folgen)
- 1969–1970: Meine Schwiegersöhne und ich (Fernsehserie 13 Folgen)
- 1970: Endspurt (Fernsehfilm)
- 1971: Der erste Frühlingstag (Fernsehfilm)
- 1972: Die Glücksspirale (Fernsehfilm)
- 1972: Manolescu – Die fast wahre Biographie eines Gauners (Fernsehfilm)
- 1972: In Schönheit sterben (Fernsehserie Dem Täter auf der Spur)
- 1973: Lokaltermin. Altberliner Gerichtsgeschichten (Fernsehserie 13 Folgen)
- 1975: Beschlossen und verkündet. Altberliner Gerichtsgeschichten (Fernsehserie 13 Folgen)
- 1977: Vorhang auf, wir spielen Mord (Fernsehfilm)
- 1978: Ein Koffer (Fernsehserie Der Alte)
- 1979: Der Canaletto Teil 1 und 2 (Fernsehserie Achtung Kunstdiebe)
- 1979: Edle Sorten (Fernsehserie Kommissariat 9)
- 1980: Die Weber (Fernsehfilm)
- 1981: Im schönsten Bilsengrunde (Fernsehserie)

## Lieder
- 1934: Baden-Baden (Duett mit Eugen Rex)
- 1934: Zur Liebe gehört ein Hauch Romantik (mit den Fünf Parodisters)
- 1934: Ich sing mich in Dein Herz hinein
- 1934: Jede Frau hat ein Geheimnis
- 1934: Ein Kuß nach Ladenschluß
- 1934: Man sieht ein Mädel an
- 1935: Lieber Kamerad, reich mir Deine Hand (mit den Metropol Vokalisten)
- 1935: Sei mir wieder gut, kleine Frau
- 1936: Früchte, die verboten sind
- 1936: Zum Auto gehört eine schöne Frau
- 1936: Man kann beim Tango sich so schöne Dinge sagen
- 1936: Dummes kleines Ding
- 1936: Morgens einen, mittags einen, abends einen Kuß
- 1936: Unter den Pinien von Argentinien
- 1936: Der Trotzkopf
- 1936: Ich glaube, es ist Zeit
- 1937: Mein Verhängnis sind die Frauen
- 1937: Für wen macht eine Frau sich schön?
- 1937: Auf der Rue Madeleine in Paris (Duett mit Anny Ondra)
- 1937: Ich hab kein Schloß und Du kein Palais (Duett mit Anny Ondra)
- 1937: Wem gehört Ihr Herz am nächsten Sonntag, Fräulein? (Duett mit Magda Schneider)
- 1937: Musik für Dich

## Hörspiele (Auswahl)
- 1947: Curt Goetz: Hokuspokus – Regie: Hanns Farenburg (Berliner Rundfunk)
- 1947: Erich Kästner: Ringelspiel 1947 – Regie: Hanns Korngiebel (RIAS Berlin)
- 1948: Stefan Zweig: Volpone – Regie: Hans Farenburg (Berliner Rundfunk)
- 1958: Fred Hoyle: Die schwarze Wolke (2 Teile) (McNeil) – Regie: Marcel Wall (Hörspielbearbeitung, Science-Fiction-Hörspiel – SWF)
- ?: Alf Tamin: Hilfe – Meine Frau will mein Bestes. Ein ehelicher Stoßseufzer – Regie: Werner Oehlschläger (RB)
- 1978: Maral: Spuki, das Schreckgespenst rettet Schloss Fürstenfurt – Regie: Ruth Scheerbarth (Schallplattenproduktion)
- 1978: Maral: Spuki, das Schreckgespenst in Nöten – Regie: Ruth Scheerbarth (Schallplattenproduktion)

## Synchronisation
Als Synchronsprecher lieh er unter anderem Rex Harrison (Die Ungetreue), Laurence Olivier (Besuch zur Nacht) und Michael Wilding (Ein idealer Gatte) seine Stimme.

## Auszeichnungen und Ehrungen

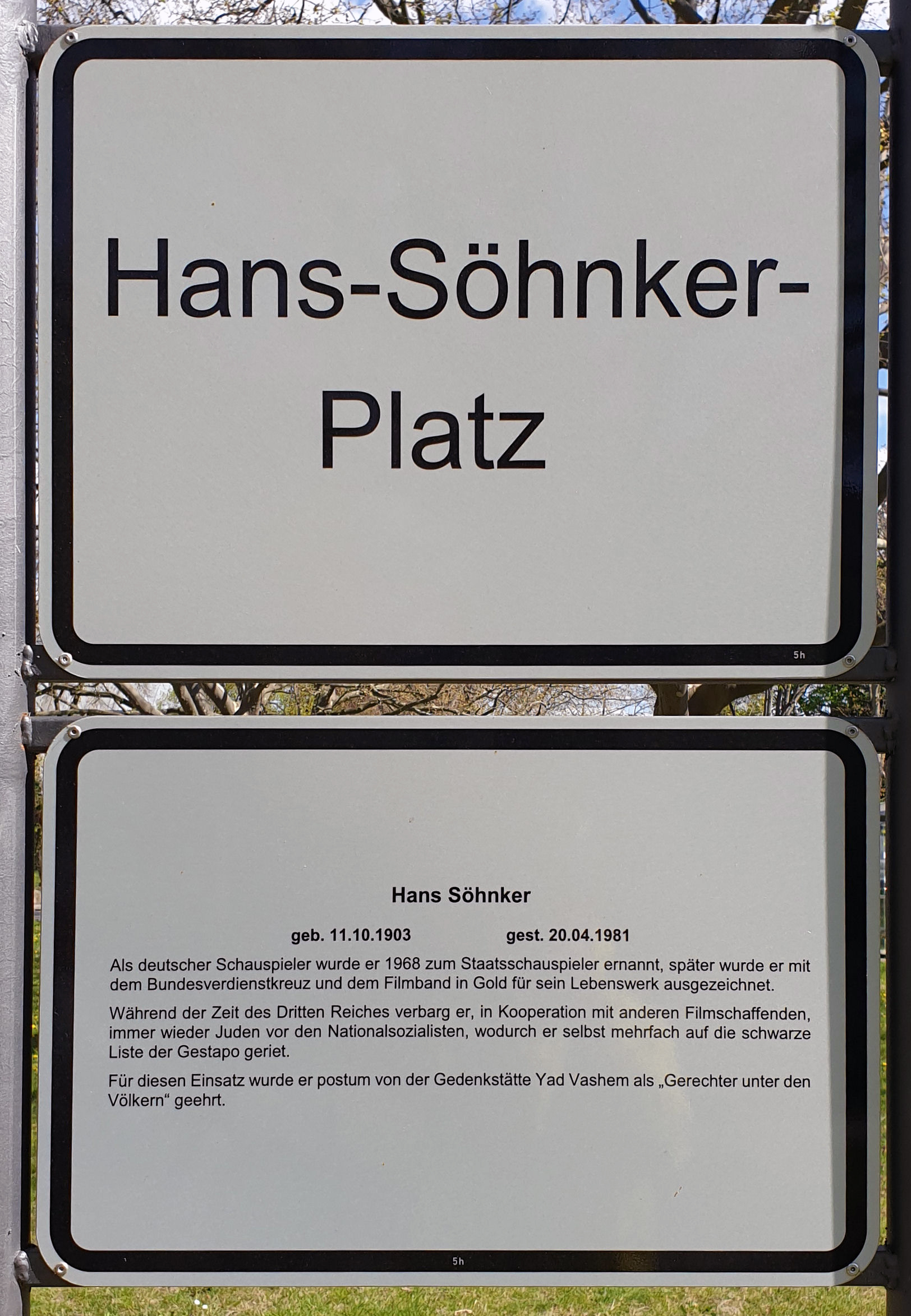
Hans-Söhnker-Platz in Berlin-Dahlem

- 1947: Joachim-Gottschalk-Preis für Wie es euch gefällt
- 1960: Goldener Bildschirm
- 1966: Bambi
- 1968: Ernennung zum Berliner Staatsschauspieler
- 1973: Verdienstkreuz 1. Klasse des Verdienstordens der Bundesrepublik Deutschland
- 1977: Filmband in Gold für langjähriges und hervorragendes Wirken im deutschen Film
- 1978: Ernst-Reuter-Plakette des Landes Berlin
- 2018: Gerechter unter den Völkern
- 2021: Ein Platz in Berlin-Dahlem wird nach ihm benannt.